# Esquadrão N.º 1 da RAAF
O Esquadrão N.º 1 é uma unidade aérea da Real Força Aérea Australiana (RAAF) colocada na Base aérea de Amberley, em Queensland. É subordinado à Asa N.º 82 e está equipado com aviões de caça multiuso Boeing F/A-18F Super Hornet. O esquadrão foi formado no Australian Flying Corps em 1916 e prestou serviço nas campanhas militares da Entente na Palestina e no Sinai, durante a Primeira Guerra Mundial. Nesta altura operava aviões Royal Aircraft Factory B.E.2, B.E.12, Martinsyde G.100 e G.102, assim como aviões Airco DH.6, Bristol Scout e Nieuport 17, antes de ser re-equipado com aviões R.E.8 em Outubro de 1917 e, finalmente, com o Bristol F.2 Fighter em Dezembro. O seu comandante entre 1917 e 1918 foi o Major Richard Williams, mais tarde conhecido como o "Pai da RAAF". Dissolvido em 1919, o Esquadrão N.º 1 voltou a ser formado em 1922, desta vez como parte da RAAF, e três anos mais tarde voltou a tornar-se numa unidade operacional.
Durante a Segunda Guerra Mundial, o esquadrão operou bombardeiros Lockheed Hudson nas campanhas militares na Malásia e nas Índias Orientais Holandesas, sofrendo pesadas baixas antes de ser reduzido a uma pequena unidade de treino em 1942. No ano seguinte foi re-formado com aviões Bristol Beaufort, e depois re-equipado com aviões de Havilland Mosquito em 1945 para realizar missões nas Índias Orientais Holandesas. Reduzido novamente a uma unidade de treino após o cessar das hostilidades, o esquadrão foi re-estabelecido em Amberley em 1948, como uma unidade de bombardeiros pesados Avro Lincoln. Entre 1950 e 1958 esteve destacado em Singapura, realizando missões durante a Emergência Malaia, onde suportou o fardo da campanha aérea da Commonwealth contra as guerrilhas comunistas. Quando regressou à Austrália foi re-equipado com bombardeiros a jacto English Electric Canberra. Entre 1970 e 1973 operou aviões McDonnell Douglas F-4E Phantom, tendo depois sido equipada com o General Dynamics F-111 que operou por 37 anos, substituindo-os em 2010 pelos Super Hornet. Entre 2014 e 2015, e novamente em 2017, um destacamento do esquadrão foi enviado para o Médio Oriente como parte da contribuição australiana na intervenção militar contra o Estado Islâmico.

## Missão e equipamento

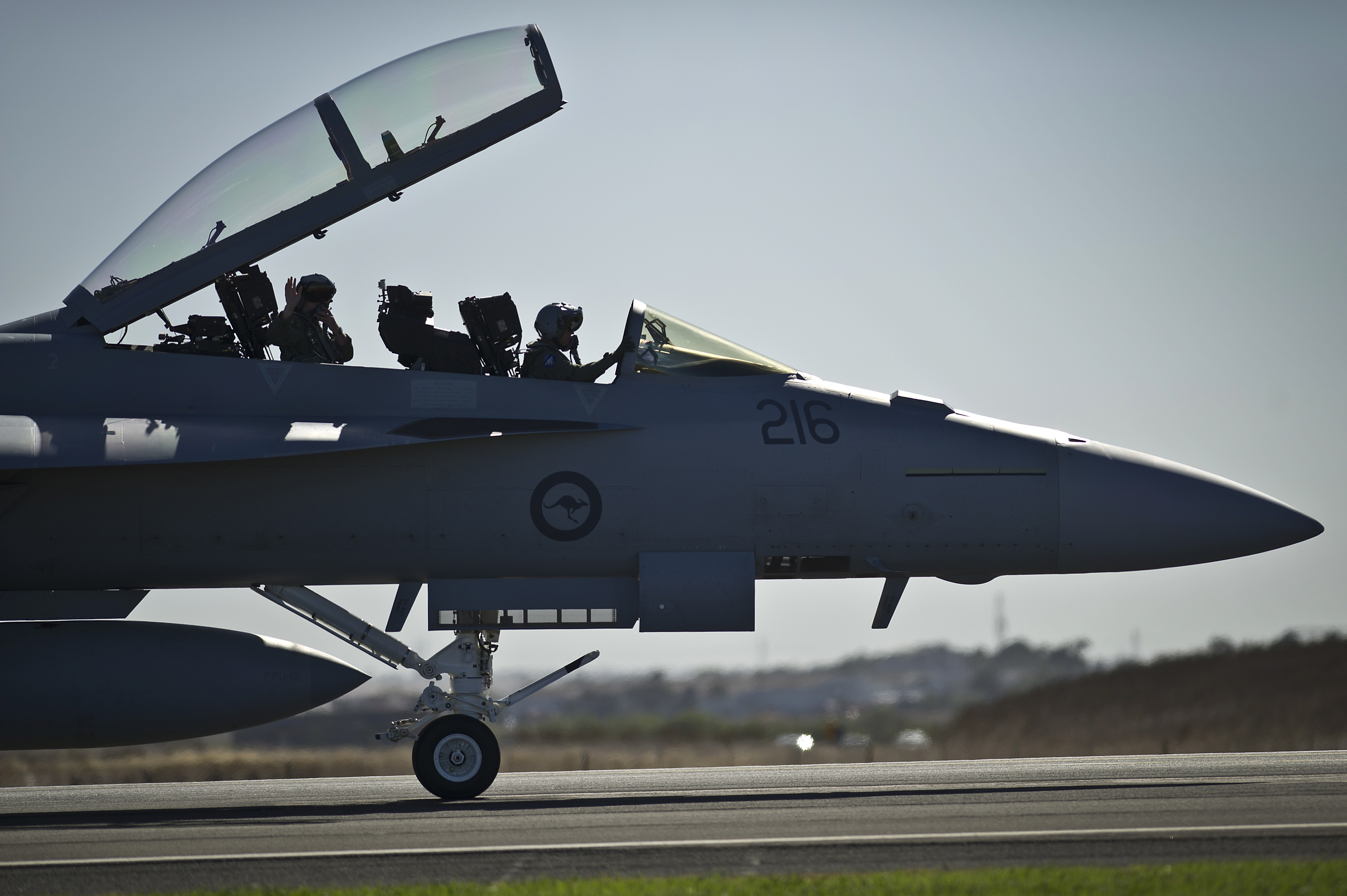
Um F/A-18F Super Hornet do Esquadrão N.º 1 em 2013

O Esquadrão N.º 1 está localizado na Base aérea de Amberley, em Queensland, e é controlado pela Asa N.º 82, que faz parte do Grupo de Combate Aéreo. A sua missão e responsabilidade inclui combate ar-ar e combate ar-terra. O esquadrão é apelidado de "Fighting First". As asas apresentadas no seu brasão simbolizam "uma kookaburra numa posição de mergulho sobreposta por uma cruz de Jerusalém", que simboliza a Cruz Vitória ganha na Palestina durante a Primeira Guerra Mundial pelo piloto do esquadrão Frank McNamara. O lema da unidade é "Videmus Agamus" (em português: nós vemos e nós atacamos).
O esquadrão opera aviões de caça multiuso Boeing F/A-18F Super Hornet, o primeiro dos quais entrou em serviço em Março de 2010. Com a alcunha de "Rinoceronte", a sua missão inclui superioridade aérea, escolta aérea, ataque ar-terra, ataque aeronaval, apoio aéreo próximo e reconhecimento aéreo. O Super Hornet é maior do que o clássico McDonnell Douglas F/A-18 Hornet também operado pela RAAF; consegue carregar uma maior quantidade de armamento aéreo e tem uma capacidade de combustível superior. Está equipado com canhões de 20 milímetros e pode ser armado com mísseis ar-ar e antinavio, assim como com uma vasta variedade de bombas e mísseis ar-terra. Operado por uma equipa de dois militares, um piloto e um oficial de combate aéreo (ACO), é capaz de atacar alvos no ar e no solo simultaneamente. Pode ser re-abastecido em pleno voo pelos Airbus KC-30A MRTT da RAAF. O Super Hornet têm a sua manutenção realizada por militares técnicos do próprio esquadrão, contudo, manutenção mais pesada é realizada pela Boeing e por outras empresas aeronáuticas.

## História

### Primeira Guerra Mundial
O Esquadrão N.º 1 foi estabelecido como uma unidade do Australian Flying Corps (AFC) em Point Cook, Victoria, em Janeiro de 1916, sob o comando do Tenente-coronel E. H. Reynolds. Com um efectivo de 28 oficiais mais 195 militares, sem qualquer aeronave e com pouco treino, o esquadrão embarcou para o Egipto em Março de 1916, chegando ao Suez um mês depois. Uma vez no Egipto, ficou sob o controlo da Asa N.º 5 do Royal Flying Corps (RFC). Depois de os militares receberem algum treino adicional no Egipto e na Inglaterra, o esquadrão foi declarado como operacional no novo quartel-general em Heliopolis, no dia 12 de Junho, quando assumiu uma série de aeronaves do Esquadrão N.º 17 do RFC. Contudo, as suas três esquadrilhas estavam a operar separadas umas das outras em diferentes bases no Deserto do Sinai, e o esquadrão não voltou a estar unido até Dezembro. Operando aviões bilugares B.E.2 primitivos e mal armados, a sua principal missão durante este período na campanha do Sinai era o reconhecimento aéreo, incluindo fotografia aérea, para auxiliar as operações do Exército Britânico. Os pilotos do esquadrão ligados ao Esquadrão N.º 14 do RFC participaram na Batalha de Romani, em Julho e Agosto. Em Setembro e Outubro, os destacamentos B e C, liderados pelos capitães Oswald Watt e Richard Williams respectivamente, realizaram missões de bombardeamento e reconhecimento aéreo em auxilio a uma unidade de cavalaria ligeira australiana, no norte de Sinai.

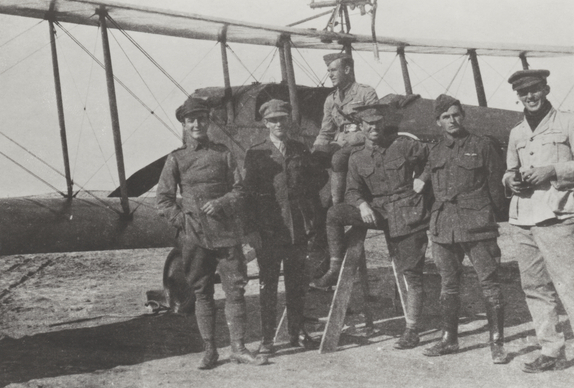
Membros do Destacamento C do Esquadrão N.º 1, incluindo o Tenente McNamara (à esquerda), o Capitão Williams (terceiro a partir da direita) e o Tenente Wackett (à direita), em frente a um avião Martinsyde perto do Canal do Suez, no Egipto, em 1917

No dia 12 de Setembro de 1916 os britânicos começaram a referir-se ao Esquadrão N.º 1 como o Esquadrão Nº 67 do RFC. Esta prática continuou até Janeiro de 1918, quando a unidade se tornou oficialmente no Esquadrão N.º 1 do AFC. A relação entre os pilotos e tripulantes com as tripulações de terra era menos formal que nas unidades britânicas; os membros do esquadrão diziam que apenas o comandante era tratado por "Sir", e que os restantes oficiais não exigiam que lhes fosse feita continência militar. O esquadrão recebeu o primeiro de vários aviões Martinsyde G.100 no dia 16 de Outubro; embora fosse considerado um avião obsoleto, ele era substancialmente mais rápido que o B.E.2, além de estar armado com metralhadoras apontadas para a frente. Pouco tempo depois de a unidade ter participado no bombardeamento aéreo contra Beersheba no dia 11 de Novembro, o Tenente Lawrence Wackett conseguiu fixar uma metralhadora no topo de um B.E.2, usando um mecanismo desenvolvido por ele próprio. Cada destacamento foi equipado com um Bristol Scout no início de Dezembro, contudo este avião estava demasiado obsoleto e tinha uma velocidade reduzida, o que fez com que o esquadrão deixasse de o operar depois de três meses. Outros modelos atribuídos à unidade incluíram o Airco DH.6, o Martinsyde G.102 e o Nieuport 17. No dia 17 de Dezembro, os destacamentos do esquadrão foram finalmente reunidos.

Em Março de 1917 decorreu a mais intensa campanha de bombardeamento realizada pelo esquadrão até à data; apesar da falta de bombas de 9,1 kg, os pilotos lançaram munições de howitzer de 150 mm contra as forças turcas ao longo da linha de Gaza-Beersheba. Durante uma destas missões, no dia 20 de Março, o Tenente Frank McNamara recebeu a Cruz Vitória por conseguir aterrar o seu Martinsyde no deserto, sob fogo inimigo, para resgatar um piloto camarada cujo B.E.2 tinha sido forçado a aterrar. No dia 26 de Março, o Esquadrão N.º 1 participou na Primeira Batalha de Gaza; no dia seguinte, sofreu a sua primeira baixa em combate, quando um dos seus B.E.2 foi atacado por um Rumpler alemão. A unidade participou na Segunda Batalha de Gaza no dia 19 de Abril; tal como a primeira, a segunda batalha foi um desastre para os aliados. Williams, mais tarde conhecido como "o Pai da RAAF", assumiu o comando do esquadrão em Maio. Neste mesmo mês dois aviões B.E.12 foram entregues à unidade; tal como os Martinsyde, estes eram armados com uma metralhadora apontada para a frente e foram usados para escoltar os B.E.2. Em Junho, problemas mecânicos causados por um verão muito quente e a ameaça dos aviões alemães Albatros, fizeram com que os B.E.2 se tornassem ineficazes no cumprimento das missões do esquadrão, e Williams solicitou urgentemente novos modelos. Eventualmente aeronaves mais modernas foram entregues, primeiro os Royal Aircraft Factory R.E.8 em Outubro e, depois, os Bristol F.2 Fighter em Dezembro. "Agora pela primeira vez", escreveu Williams, "depois de 17 meses no campo de batalha finalmente temos aeronaves capazes de lidar com o inimigo no ar."

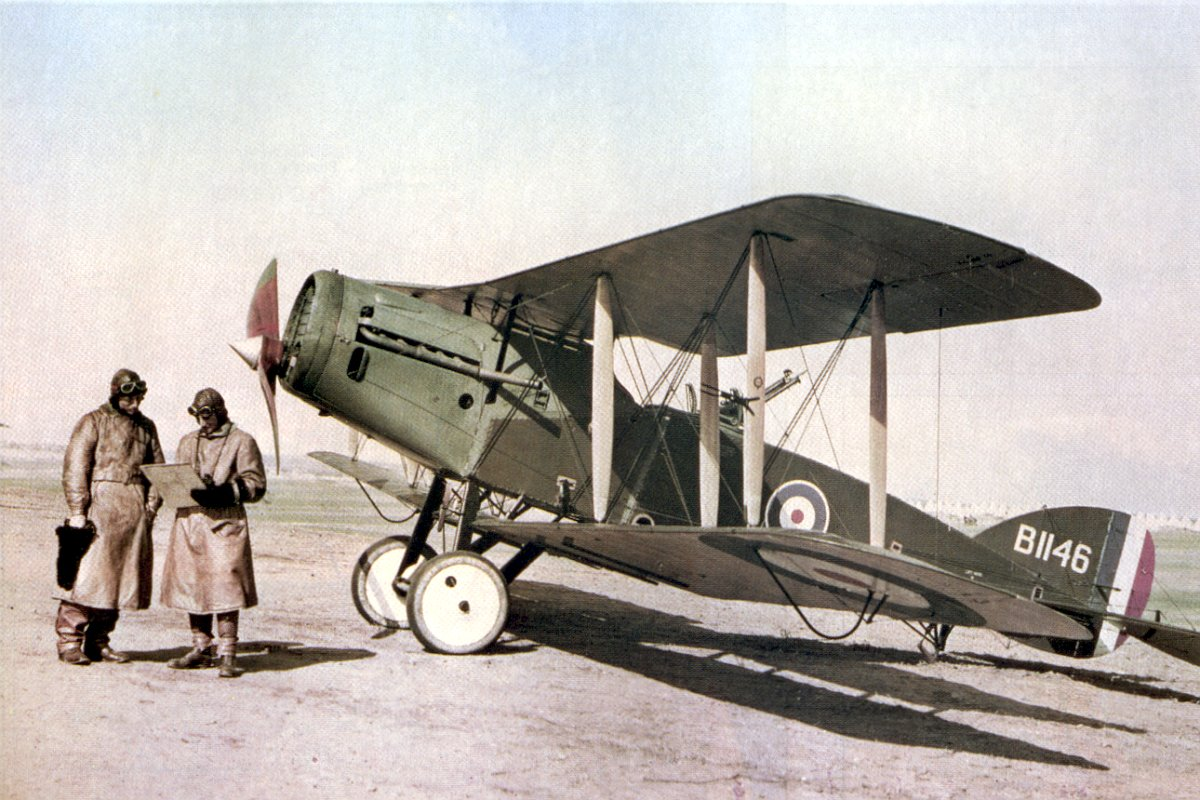
O Tenente Ross Smith (à esquerda) com um Bristol Fighter do Esquadrão N.º 1, na Palestina, em Fevereiro de 1918

O Esquadrão N.º 1 juntou-se à Asa N.º 40 da Brigada Palestiniana do RFC no dia 5 de Outubro de 1917. Nos dias 22 e 24 de Novembro, o esquadrão bombardeou a vila de Bireh durante a Batalha de Jerusalém. A primeira das 29 vitórias aéreas confirmadas, contra um Albatros, ocorreu no dia 3 de Janeiro de 1918. No final do mês, a frota de aeronaves do esquadrão era composta por cinco aviões B.E.2, cinco Martinsyde, dois R.E.8 e nove Bristol Fighter. O esquadrão participou também na Captura de Jericó em Fevereiro de 1918. Realizou ataques aéreos e reconhecimento aéreo antes da Primeira Batalha do Jordão e antes da Segunda Batalha do Jordão um mês depois; nesta altura também realizou missões de reconhecimento durante o avanço e os combates perto de Es Salt e Jisr ed Damieh. No final de Março, o esquadrão estava equipado com 18 aviões Bristol Fighter, que haviam substituído todas as outras aeronaves da unidade. Além de realizar operações ofensivas, o Bristol Fighter servia também para a realização de reconhecimento aéreo. Durante a última semana de Abril de 1918, o esquadrão moveu-se de Mejdel para um novo aeródromo nas imediações de Ramleh. Williams deixou o comando da unidade em Junho para assumir a liderança da Asa N.º 40.
No início de Agosto de 1918, os membros do esquadrão, incluindo um dos seus ases, o Tenente Ross Smith, foram destacados para proteger o exército árabe do Coronel T. E. Lawrence contra os ataques aéreos alemães. Em Setembro, o esquadrão começou a operar um Handley Page O/100, o único bombardeiro pesado dos aliados no Médio Oriente e a única aeronave bimotora operada pelo AFC. Neste mês a unidade empenhou os seus Bristol Fighters na ofensiva final da Campanha da Palestina, a Batalha de Megido, infligindo o que a história oficial australiana descreve como "a completa destruição" do Sétimo Exército Turco. Em Outubro, os Bristol Fighter foram transferidos de Ramleh para Haifa, e a meio do mês foram solicitados para realizar reconhecimento aéreo numa área excepcionalmente grande, por vezes entre os 800 e os 970 km, voando por Rayak, Homs, Beirut, Tripoli, Hama, Aleppo, Killis e Alexandretta. Em Rayak bombardearam os aeródromos alemães, onde 32 aviões alemães haviam sido abandonados ou destruídos, no dia 2 de Outubro. No dia 19 de Outubro, a primeira aeronave alemã foi avistada desde Setembro. Smith forçou um DFW a aterrar, e destruiu-o no solo lançando um petardo para dentro da aeronave depois de o piloto e observador alemães estarem a uma distância segura. Depois do armistício com a Turquia, o esquadrão foi transferido para Ramleh em Dezembro, e em Fevereiro de 1919 é novamente transferido, desta vez para Kantara. Aqui, os membros do esquadrão foram congratulados pelo General Sir Edmund Allenby por terem conseguido "total supremacia aérea dos céus ... um factor de grande importância" na campanha dos aliados.

### Período entreguerras

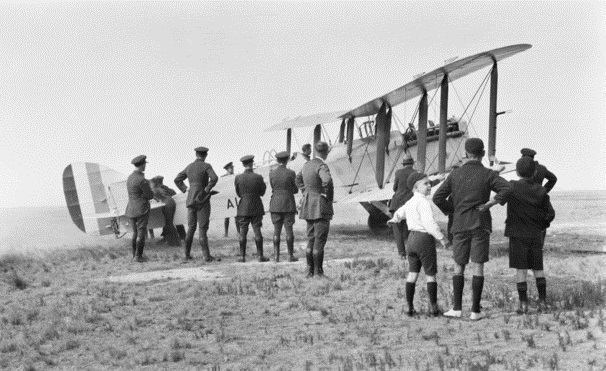
Um avião Airco DH.9a em Point Cook, em 1926

O Esquadrão N.º 1 regressou à Austrália no dia 5 de Março de 1919 e foi dissolvido. Em 1921 a Real Força Aérea Australiana (RAAF) foi estabelecida como um ramo armado independente, e no dia 1 de Janeiro de 1922 o esquadrão foi re-formado no papel. A sua força planeada, aprovada pelo Quadro Aéreo em Dezembro de 1921, era de três oficiais e cinco militares, operando quatro aviões Airco DH.9. Vários problemas na recém-nascida força aérea resultaram na anulação da criação do esquadrão no dia 1 de Julho, e o mesmo destino deu-se a várias outras unidades planeadas; em vez disto, a força aérea decidiu juntar um aglomerado de militares e aeronaves numa única unidade com seis esquadrilhas, sob o controlo da Escola de Treino de Voo N.º 1, em Point Cook. No dia 1 de Julho de 1925 o Esquadrão N.º 1 foi novamente activado como uma unidade operacional da reserva da RAAF, conhecida como Citizen Air Force (CAF), em Point Cook. O seu oficial comandante era o Tenente de voo Harry Cobby.

Tal como o Esquadrão N.º 3, formado no mesmo dia em Point Cook e transferido para a Base aérea de Richmond, Nova Gales do Sul, três semanas mais tarde, o Esquadrão N.º 1 era uma unidade multifunções constituída por três esquadrilhas, cada uma com uma missão diferente e um conjunto de 4 aeronaves adequadas à sua missão: a Esquadrilha A operava aviões DH.9 para missões de cooperação com o Exército Australiano, a Esquadrilha B operava aviões de caça Royal Aircraft Factory S.E.5, e a Esquadrilha C operava bombardeiros DH.9. Um terço dos efectivos do esquadrão era composto por militares da Permanent Air Force (PAF) e o resto era da CAF. O esquadrão foi transferido de Point Cook para a Base aérea de Laverton no dia 1 de Janeiro de 1928. A RAAF retirou de serviço os aviões S.E.5 neste mesmo ano, e em 1929 incorporou as aeronaves multifunções Westland Wapiti, cujo objectivo também era o de substituir os DH.9. Ao longo do período entreguerras, o Esquadrão N.º 1 realizou várias operações incluindo auxilio civil, busca e salvamento, pesquisas aéreas e demonstrações em espectáculos aéreos. Em Outubro de 1930, um de Havilland DH.60 Moth destacado na unidade realizou a primeira operação de pulverização de plantações, a pedido da Comissão Florestal Vitoriana.

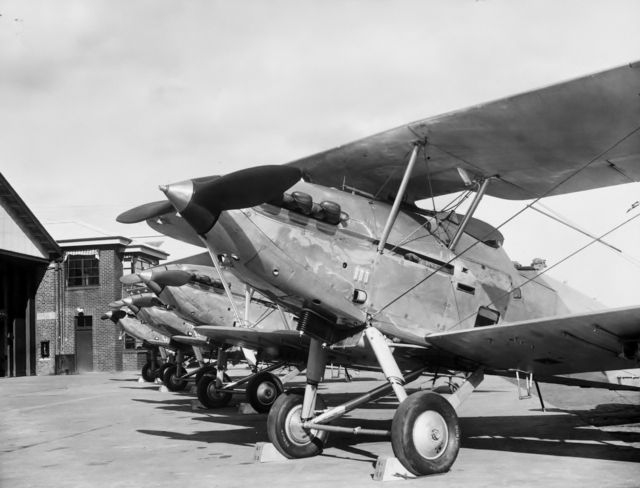
Aviões Hawker Demon do Esquadrão N.º 1 na Base aérea de Laverton, em Agosto de 1938

Os esquadrões da RAAF começaram a adoptar missões mais especializadas no início dos anos 30, e o Esquadrão N.º 1 tornou-se no Esquadrão de Bombardeiros Monomotores N.º 1. Em Novembro de 1935 o esquadrão foi dividido em duas esquadrilhas equipadas com os recém-recebidos caça-bombardeiros Hawker Demon, e uma esquadrilha de aviões Wapati. Em Dezembro de 1935 o esquadrão foi reforçado pela componente de caça da Escola de Treino de Voo N.º 1, juntamente com os seis aviões Bristol Bulldog, que foram re-designados como caça-bombardeiros. Os esquadrões N.º 21 e 22 foram formados no dia 20 de Abril de 1936 em Laverton e em Richmond, respectivamente, absorvendo o pessoal da CAF pertencente ao Esquadrão N.º 1 e ao Esquadrão N.º 3, que se tornaram em unidades PAF. No mesmo dia, o esquadrão foi re-baptizado Esquadrão N.º 1. Esta reorganização retirou temporariamente a maior parte das aeronaves ao esquadrão, deixando apenas uma esquadrilha a operar quatro aviões Bulldog e um Wapiti. Os Wapiti foram transferidos para a Escola de Treino de Voo N.º 1 em Julho, e no final do mês o esquadrão detinha uma frota com quatro aviões Bulldog e um Moth.
O Esquadrão N.º 1 começou a receber os novos aviões Demon em Novembro de 1936. Em Janeiro de 1937 passou os seus Bulldog para o Esquadrão N.º 21, que ficaria a "tomar conta" das aeronaves até elas poderem ser transferidas para o Esquadrão N.º 2 que estava quase a ser formado. No final de Fevereiro a força do Esquadrão N.º 1 consistia em 12 aviões Demon, um avião Moth e 119 militares. Na recta final do ano, o esquadrão foi assolado por uma onda de acidentes envolvendo os aviões Demon, resultando numa série de inquéritos e numa revisão dos procedimentos da RAAF em 1938 pelo Marechal da RAF Sir Edward Ellington; o chamado Relatório Ellington e a sua crítica relativamente à segurança aeronáutica levou ao afastamento do Vice-Marechal do Ar Richard Williams da sua posição como Chefe do Estado-maior, uma posição que o próprio detinha pela terceira vez desde que a RAAF havia sido formada. O Esquadrão N.º 1 recebeu os primeiros três aviões CAC Wirraway da RAAF no dia 10 de Julho de 1939 e, com a probabilidade de ocorrer uma guerra num futuro próximo, a missão do esquadrão foi alterada para também incluir o reconhecimento aéreo, resultando numa transferência de todos os aviões Demon e Wirraway para outras unidades e na aquisição de nove aviões Avro Anson, troca que ocorreu entre o dia 28 e 29 de Agosto de 1939; no final do mês, a sua força de efectivos era de 131 militares.

### Segunda Guerra Mundial

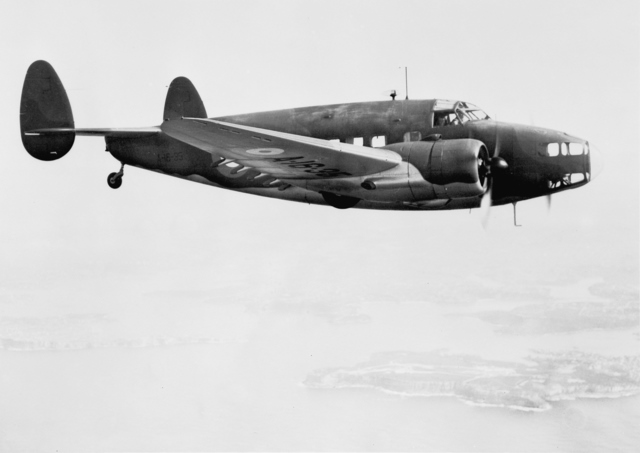
Um Lockheed Hudson do Esquadrão N.º 1, nos anos 40

Com o despoletar da Segunda Guerra Mundial o Esquadrão N.º 1 empenhou os seus aviões Anson em missões de patrulha marítima e escolta. Em 1940 o esquadrão tornou-se na primeira unidade da RAAF a operar aviões Lockheed Hudson; o primeiro Hudson foi recebido pela unidade no dia 30 de Março, e no final de maio já havia transferido o último Anson, passando então a operar onze aeronaves Hudson. Enviado para a Malásia para realizar reconhecimento marítimo, o Esquadrão N.º 1 chegou a Sembawang, em Singapura, no dia 4 de Julho de 1940. Em Agosto de 1941, foi transferido para Kota Bharu, perto da fronteira entre a Malásia e a Tailândia. Dois dias antes do ataque contra a Malásia, os aviões Hudson localizaram a força invasora japonesa, contudo, não havendo a certeza relativamente ao destino desta força aeronaval e para evitar uma operação ofensiva sem necessidade, o Marechal do ar Sir Robert Brooke-Popham não permitiu que a força japonesa fosse atacada. Pouco depois da meia-noite (hora local), na noite de 7 para 8 de Dezembro, a força japonesa começou a desembarcar nas praias de Kota Bahru, perto da base onde estavam os australianos, e partir das 02:00, o Esquadrão N.º 1 lançou uma série de ataques contra os japoneses, tornando-se na primeiros a lançarem um ataque na Guerra do Pacífico. Os Hundson afundaram um navio de transporte japonês, o IJN Awazisan Maru, e danificaram mais dois navios semelhantes, o Ayatosan Maru e o Sakura Maru, tendo perdido dois aviões Hudson no decorrer destas operações, uma hora antes do ataque japonês contra Pearl Harbor. No final do dia, as forças terrestres japonesas conseguiram avançar até às imediações da base aérea, forçando as restantes aeronaves operacionais a evacuar para Kuantan, e depois de volta para Singapura.
Na véspera de natal de 1941, o Esquadrão N.º 1 tinha cinco aeronaves em condições de realizar operações. Juntamente com o Esquadrão N.º 8 da RAAF, também equipado com aviões Hudson, o esquadrão ficou com a responsabilidade de realizar missões de patrulha marítima a leste de Singapura. No dia 26 de Janeiro de 1942, dois aviões Hudson do esquadrão localizaram um comboio naval japonês a navegar em direcção a Endau, na costa leste da Malásia. Foi decidido atacar este comboio com a máxima força possível, incluindo quatro aviões Hudson do Esquadrão N.º 1 e cinco do Esquadrão N.º 8, juntamente com os obsoletos biplanos Vickers Vildebeest e Fairey Albacore dos esquadrões N.º 36 e 100 da RAF, assim como com todos os caças encontrados disponíveis para realizar escolta. O comboio naval foi ferozmente defendido pelas aeronaves japonesas, e embora todos os nove Hudson tenham regressado a casa, vários deles chegaram seriamente danificados; o resto das aeronaves também sofreram consequências semelhantes, o que fez com que fossem perdidos 11 aviões Vildebeest, dois aviões Albacore, dois Husdon (do Esquadrão N.º 62 da RAF) e três caças.
No final do mês, o Esquadrão N.º 1 foi retirado para o aeródromo P.2 em Sumatra, juntamente com outras unidades da Commonwealth, incluindo o Esquadrão N.º 8. A unidade continuou a atacar bases japonesas na Malásia e comboios navais nas Índias Orientais Holandesas, tendo sido transferida para Semplak, em Java, a meio de Fevereiro. Em Semplak assumiu várias aeronaves Hudson do Esquadrão N.º 8 e do Esquadrão N.º 62 da RAF, ficando com uma frota de 25 aeronaves; durante um pequeno período de tempo pretendeu-se que a unidade mudasse de numeração e se tornasse num esquadrão da RAF, contudo esta mudança nunca ocorreu. Face a um inimigo muito superior, que detinha meios em grandes números para atacar as bases dos aliados com impunidade, o Esquadrão N.º 1 sofreu pesadas baixas e foi ordenado a retirar os seus últimos quatro aviões Hudson de volta para a Austrália no dia 2 de Março de 1942, sendo a unidade dissolvida pouco tempo depois. Embora 120 militares do esquadrão tenham sido evacuados de Java, 160 homens incluindo o comandante, o Comandante de asa Davis, foram incapazes de escapar e foram feitos prisioneiros de guerra pelos japoneses; menos de metade destes prisioneiros conseguiu sobreviver.
No dia 1 de Dezembro de 1943 o Esquadrão N.º 1 voltou a ser formado, desta vez com aviões Bristol Beaufort em Menangle, Nova Gales do Sul. Em Março de 1944 a unidade estava em colocada em Gould, no Território do Norte, onde era controlada pela Asa N.º 79, sob o Comando da Área Noroeste. A sua força de efectivos no início era de 350 militares e de 19 aviões Beaufort. O esquadrão começou a realizar operações de reconhecimento aéreo no dia 20 de Março, e realizou a primeira missão de bombardeamento no dia 4 de Abril contra Lautem, em Timor-leste. Durante o mês de Maio outros alvos em Timor também foram atacados, tendo o esquadrão perdido duas aeronaves no decorrer das missões. Depois de realizar 82 missões em Julho, o esquadrão concentrou-se no patrulhamento marítimo a partir de Agosto, usando radares ar-terra durante estas operações. Depois de ser re-equipado com caças-bombardeiros Mosquito em Kingaroy, Queensland, em Janeiro de 1945, o esquadrão foi enviado para Morotai em Maio e depois para Labuan entre Junho e Julho. Agora parte da Asa N.º 86, a unidade realizou apenas algumas missões antes do final da guerra, perdendo um mosquito. O Esquadrão N.º 1 regressou à Austrália em Dezembro de 1945 e foi dissolvido em Narromine, Nova Gales do Sul, no dia 7 de Agosto de 1946.

### Emergência Malaia

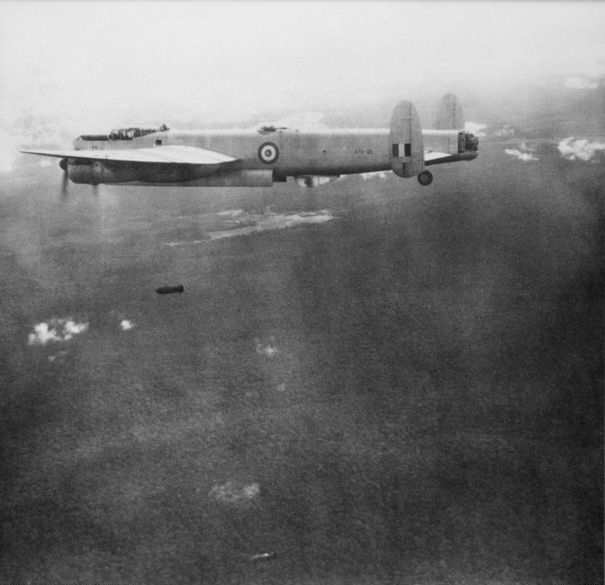
Um Avro Lincoln do Esquadrão N.º 1 a lançar uma bomba de 230 kg num alvo comunista durante a Emergência Malaia

O Esquadrão N.º 1 foi reformado como uma unidade de bombardeiros pesados no dia 23 de Fevereiro de 1948, quando o Esquadrão N.º 12 foi re-designado. Operando aviões Avro Lincoln, ficou colocada na Base aérea de Amberley, Queensland, onde constituía parte da Asa N.º 82. A manutenção das aeronaves da asa eram da responsabilidade do Esquadrão N.º 482. Entre Julho de 1950 e Julho de 1958—nos primeiros dois anos sob o comando da Asa N.º 90—o esquadrão esteve colocado em Singapura, realizando missões contra as guerrilhas comunistas durante a Emergência Malaia. Com missões atribuídas pelo quartel-general aéreo da RAF na Malásia, os Lincoln eram geralmente empenhados em missões de bombardeamento, tanto em grandes áreas como em alvos específicos. Eles operavam sobretudo em formação, algumas vezes em conjunto com bombardeiros da RAF, e muitas vezes abriam também fogo com as suas metralhadoras de 20 mm ao mesmo tempo que lançavam as suas bombas. Os Lincoln eram considerados como ideais para esta campanha, graças ao seu longo alcance e capacidade de voar a baixa altitude e velocidade para localizar alvos e lançar com precisão as suas bombas. Lutando contra um inimigo sem qualquer tipo de artilharia antiaérea, eles voavam principal de dia, apesar de o Esquadrão N.º 1 ter realizado algumas operações nocturnas, a única unidade da Commonwealth a fazê-lo.
O esquadrão realizava a manutenção das próprias aeronaves na Malásia; os Lincoln passava por um processo de rotatividade para que pudessem voltar à Austrália para sofrerem uma operação de manutenção e revisão mais pesada. A frota original de seis aviões foi reforçada com mais dois depois de o Air Ministry ter pedido, em Fevereiro de 1951, que a Austrália aumentasse a sua força de bombardeiros para reforçar a força da Commonwealth na área, dado que os Lincoln da RAF haviam sido solicitados pelo Comando de Bombardeiros na Europa. O esquadrão foi condecorado com a Gloucester Cup pela proficiência entre 1950 e 1951, e mais tarde entre 1954 e 1955. Durante a campanha aérea na Malásia o esquadrão não sofreu qualquer baixa humana, contudo duas aeronaves ficaram destruídas; uma devido a uma tentativa de aterragem mal sucedida em Novembro de 1951 e outra que se despenhou no mar depois de ter atingido um grupo de árvores aquando da descolagem, em Janeiro de 1957.
Embora o propósito original da campanha de bombardeamento na Malásia fosse matar tantos insurgentes quanto possível, a impraticabilidade de alcançar este objectivo numa densa área florestal resultou numa alteração da campanha, passando esta a focar-se em desmoralizar as guerrilhas comunistas, forçando-as a abandonar as suas bases em direcção a áreas controladas pelas tropas da Commonwealth. A Operação Kingly Pile, que envolveu dois ataques do Esquadrão N.º 1 e um ataque do Esquadrão N.º 12 da RAF, no dia 21 de Fevereiro de 1956, foi considerada a operação mais bem sucedida das mais de 4 mil missões conduzidas, apesar de ter apenas resultado na morte de 14 tropas comunistas. Quando o esquadrão foi chamado de volta para a Austrália, em Julho de 1958, o esquadrão havia lançado mais de 14 mil toneladas de bombas (85% do total de bombas lançadas pelas forças da Commonwealth durante a Emergência). O seu serviço operacional foi reconhecido com a apresentação de um estandarte de esquadrão pelo Comandante-em-chefe da Força Aérea do Extremo Oriente, o Marechal do ar Percy Bernard. Até 2014, a Emergência Malaia havia sido a última vez que o esquadrão havia entrado em operações de combate.

### A era do jacto

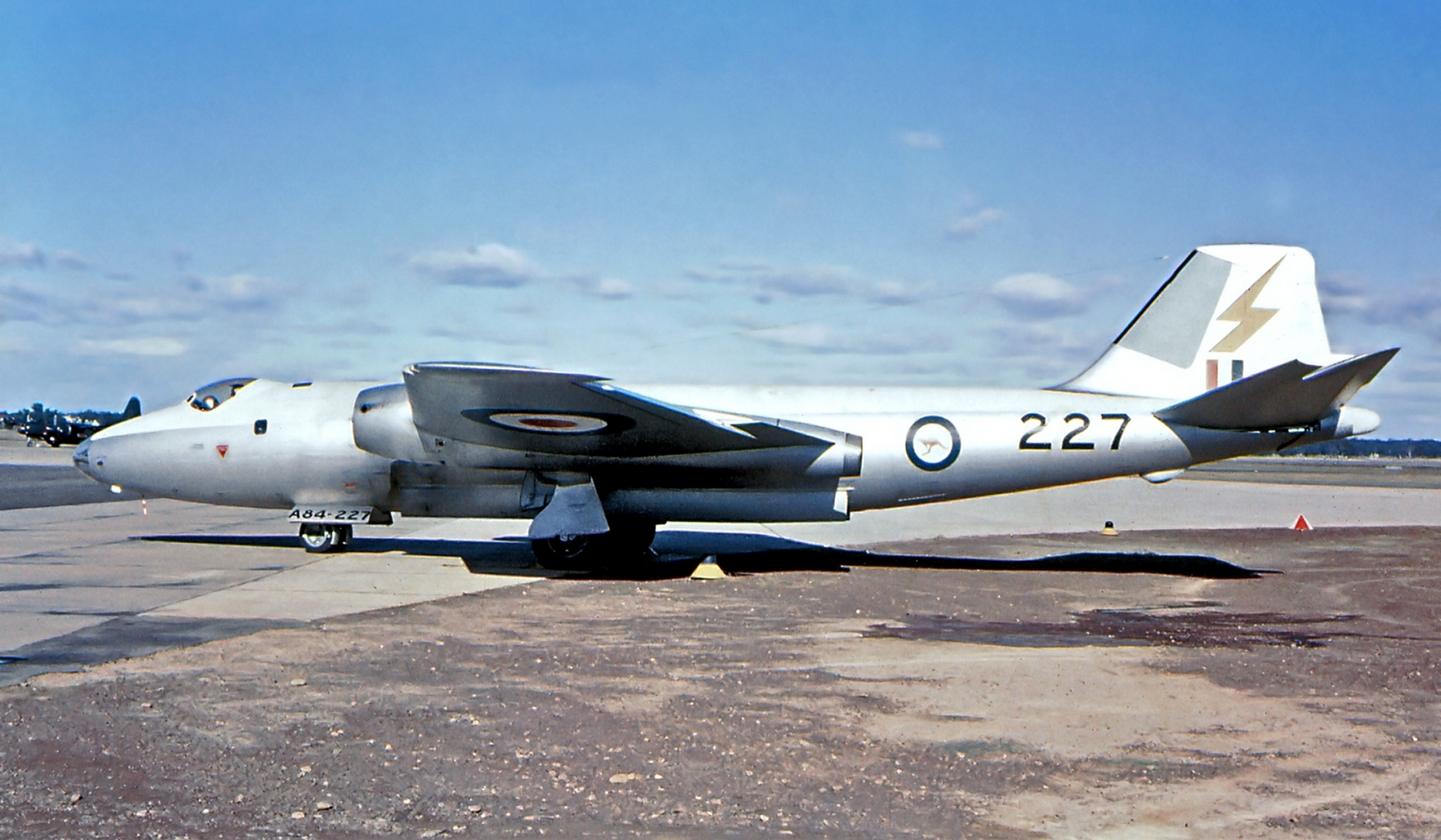
Um English Electric Canberra da RAAF, em 1964

Depois de regressar à Austrália, o Esquadrão N.º 1 foi re-equipado com aviões Canberra Mk.20. O Canberra, o primeiro bombardeiro a jacto da RAAF, era uma aeronave subsónica mas com um grande alcance e boa capacidade de manobra. Esta aeronave foi escolhida em parte graças à sua capacidade de ser armada com armas nucleares, um tipo de armamento cuja aquisição se contemplou mas nunca se concretizou. Inicialmente a missão dos Canberra consistiu no bombardeamento a partir de médias/altas altitudes, contudo esta era uma missão que não conseguia desempenhar com eficácia, o que levou a uma mudança no papel da aeronave que, a meio de 1961, passou a realizar missões de baixa altitude de cooperação com as forças tácticas do Exército Australiano. Em 1959-60 e 1960-61, o esquadrão foi condecorado com duas Gloucester Cup consecutivas. Em Janeiro de 1962 a força do esquadrão era composta por oito aeronaves e 53 militares. A unidade cessou as suas operações em 1968, altura pela qual começou a conversão para o bombardeiro supersónico General Dynamics F-111C, que entraria em serviço pela RAAF o quanto antes. Uma aeronave escandalosa mesmo antes de entrar em serviço, devido ao alto custo do seu programa, o programa do F-111 foi constantemente atrasado por problemas de aeronavegabilidade relativamente à tecnologia de geometria variável. Em Setembro de 1970, como uma medida de desenrasque relativamente ao atraso dos F-111, o Esquadrão N.º 1 passou a operar aviões McDonnell Douglas F-4E Phantom emprestados pelos EUA, aviões estes que foram operados até Junho de 1973. Embora o Phantom tivesse uma capacidade multiuso, a RAAF empregou este avião em operações de ataque, numa táctica para manter a linha operacional que deveria estar complementada pelo perfil operacional do F-111. Um dos Phantom do esquadrão ficou destruído e os seus dois tripulantes faleceram em Junho de 1971, as únicas duas fatalidades e o único F-4E perdido durante o serviço desta aeronave na RAAF. Embora não fosse tão sofisticado quanto o F-111, o Phantom foi um grande salto tecnológico relativamente ao Canberra, recebendo boas criticas por parte das tripulações australianas.

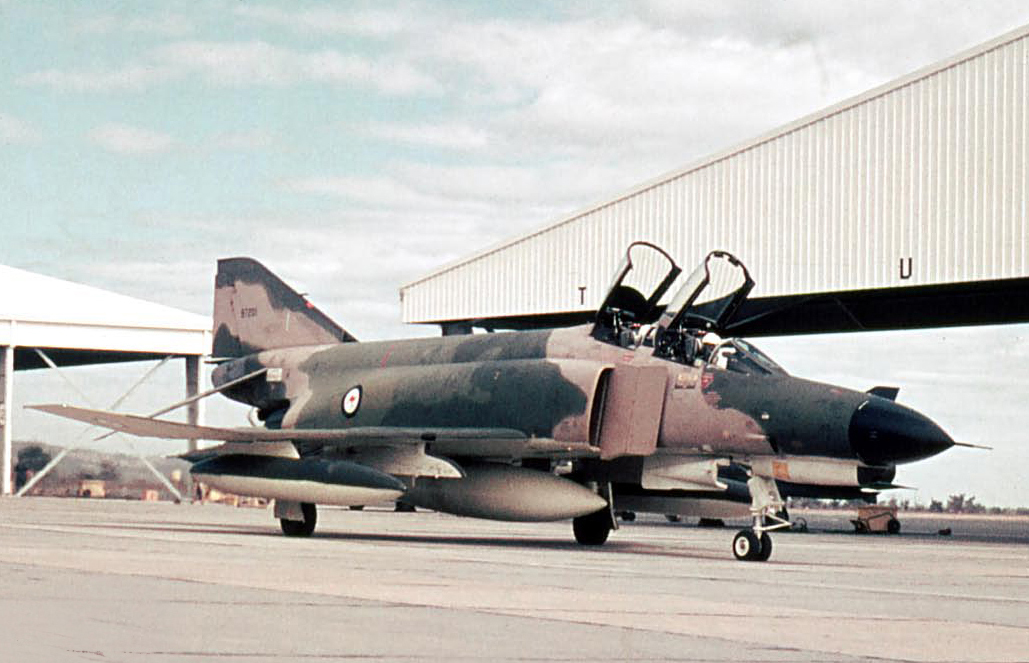
Um F-4E Phantom da RAAF, em 1971

A Asa N.º 82 aceitou os primeiros F-111 em Junho de 1973. O Chefe do Estado-maior, o Marechal do ar Charles Read, ordenou que a nova aeronave fosse inicialmente pilotada com grande cautela, bem dentro dos limites operacionais, de modo a minimizar a possibilidade de manchar a reputação da aeronave já criticada. Ao Esquadrão N.º 1 foi atribuído cerca de 12 das 24 unidades inicialmente adquiridas pela RAAF. Este tornou-se o principal esquadrão da linha da frente da Asa N.º 82, sendo o Esquadrão N.º 6 responsável pela treino de conversão de tripulações. A asa empregou um regime de serviço centralizado, no qual toda a manutenção de aeronaves e todo o pessoal de manutenção estaria na responsabilidade do Esquadrão N.º 482. Em Fevereiro de 1981 a responsabilidade de realização de manutenção directa foi atribuída aos esquadrões de voo, levando o Esquadrão N.º 1 a controlar directamente os seus F-111. O Esquadrão N.º 482 continuou a providenciar manutenção de nível intermédio, enquanto as intervenções mais pesadas e complexas ficavam da responsabilidade do Depósito de Aeronaves N.º 3. Estas duas unidades de manutenção foram fundidas em 1992 para formar a Asa N.º 501, que entregou a manutenção pesada dos F-111 à Boeing em 2001. Entre 1977 e 1993, a RAAF perdeu sete aviões F-111 em acidentes. Três dos acidentes envolveram aeronaves do Esquadrão N.º 1: em Agosto de 1979, Janeiro de 1986 e Setembro de 1993, este último resultando na morte dos dois tripulantes. Em Julho de 1996 o Esquadrão N.º 1 assumiu a responsabilidade pelo reconhecimento aéreo usando aviões F-111 modificados especialmente para o propósito, anteriormente operados pelo Esquadrão N.º 6. Isto fez com que o esquadrão ficasse então responsável por cinco tipo de missões diferentes: ataque ar-terra, ataque marítimo, apoio aéreo aproximado, defesa aérea de longo alcance e reconhecimento aéreo. Em Maio de 1999 a unidade foi novamente agraciada com a Gloucester Cup pela proficiência.

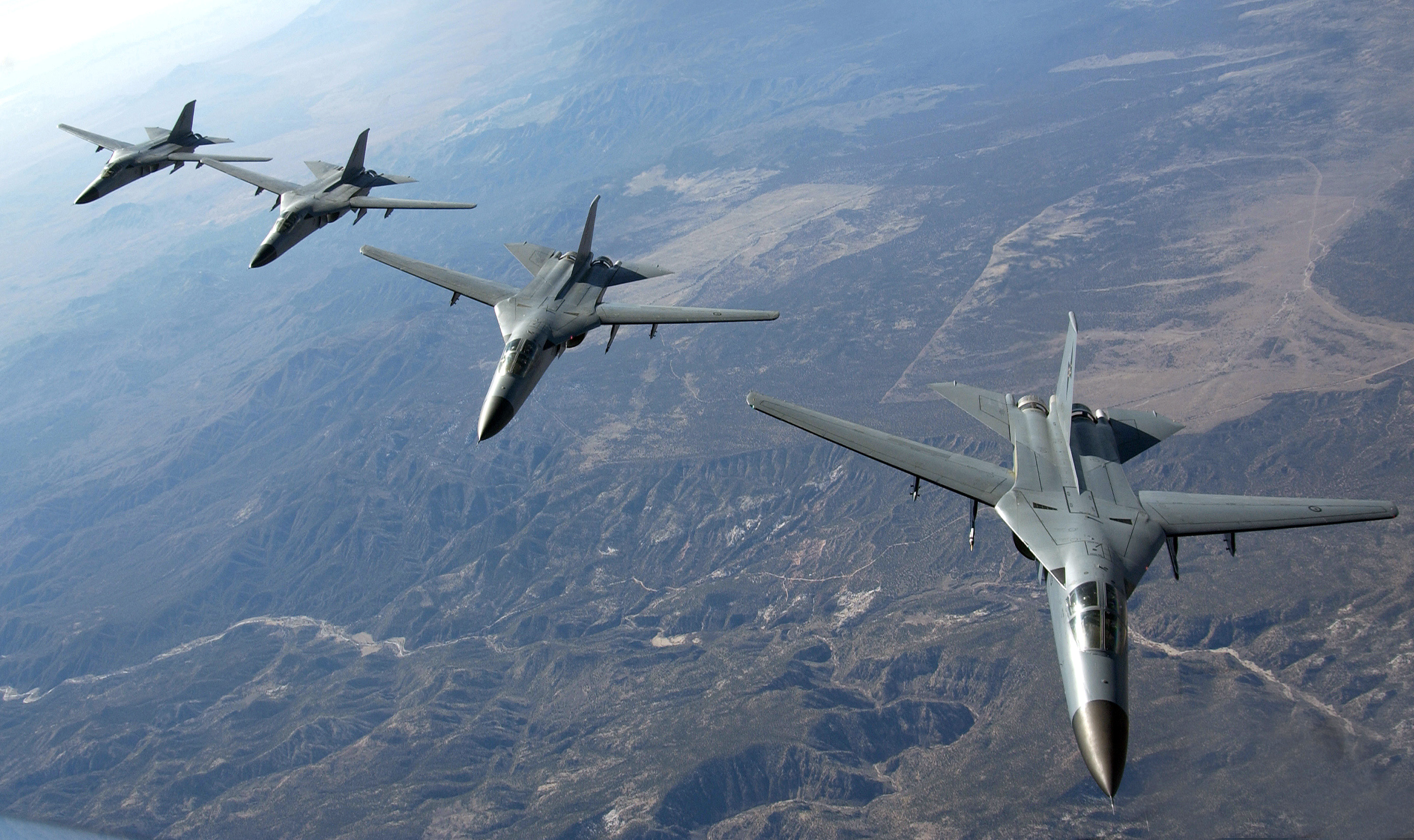
Quatro bombardeiros F-111 do Esquadrão N.º 1, em Fevereiro de 2006

Juntamente com a revolucionária asa de geometria variável, o F-111 estava equipado com radar ar-terra e um módulo de escape que permitia que todo o cockpit fosse ejectado em caso de emergência, em vez de ter assentos de ejecção individuais. A sua velocidade máxima atingia Mach 2,5 e o seu raio de alcance dava-lhe a capacidade de alcançar alvos na Indonésia a partir de bases aéreas no norte da Austrália. Quando foi entregue à RAAF em 1973, foi equipado com aviónicos analógicos e apenas conseguia apenas lançar bombas não-guiadas. Durante o serviço de 37 anos pela RAAF, esta aeronave foi alvo de várias actualizações, incluindo uma que permitiu à aeronave operara armamento guiado por laser, misseis anti-navio Harpoon, e também recebeu avançados aviónicos digitais. Alan Stephens, na história oficial da força aérea no pós-guerra, descreveu o F-111 como "a aeronave regional de ataque pre-eminente", classificando-a também como a mais importante aquisição da RAAF. O evento que levou a aeronave a estar bem próxima de ser usada em operações reais de guerra foi em operações da INTERFET, em Timor-leste, que teve início em Setembro de 1999. Ambos os esquadrões de F-111 foram enviados para a Base aérea de Tindal, no Território do Norte, para prestar apoio às forças internacionais em caso de algum ataque pelas forças militares indonésias, e lá permaneceram até Dezembro; seis unidades do Esquadrão N.º 1 e cerca de 100 militares estiveram envolvidos. A partir de 20 de Setembro, quando as forças da INTERFET começaram a chegar a Timor-leste, o F-111 era mantido num elevado estado de prontidão para realizar missões de reconhecimento aéreo ou ataques aéreos em caso de a situação se deteriorar. Com o decorrer da missão internacional, a INTERFET não encontrou uma grande resistência, e as operações com o F-111 foram limitadas a reconhecimento aéreo pelos RF-111C, entre 5 de Novembro e 9 de Dezembro.

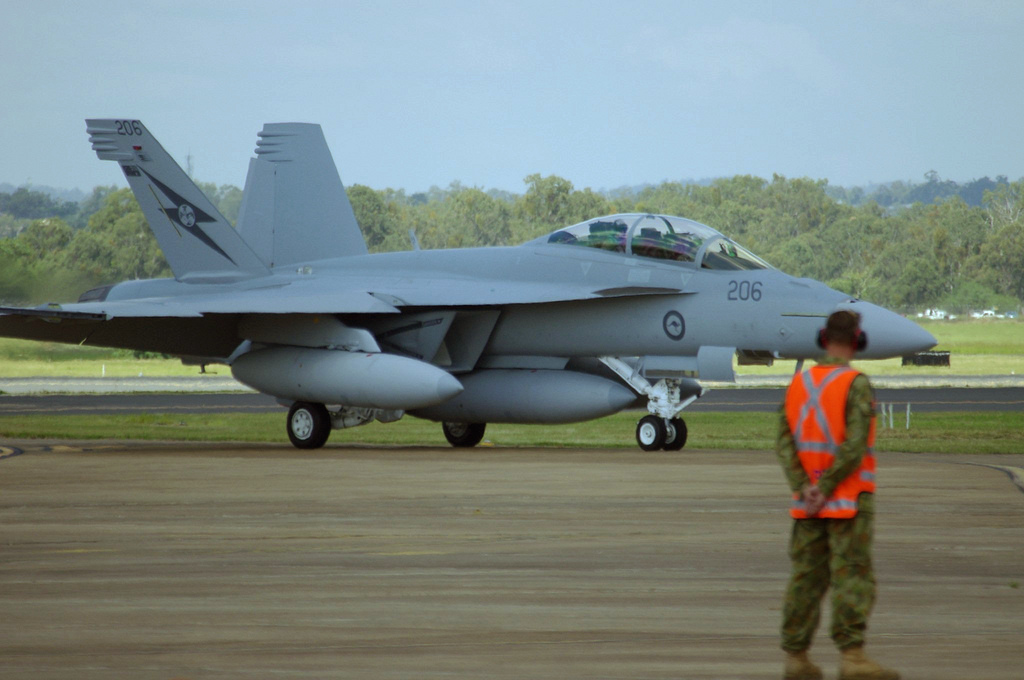
Um F/A-18F Super Hornet do Esquadrão N.º 1, de chegada à Base aérea de Amberley, no dia 26 de Março de 2010

Em 2007 o governo australiano decidiu retirar de serviço os F-111 até 2010, e adquirir vinte e quatro aviões Boeing F/A-18F Super Hornet como substituto, enquanto a RAAF aguardava pelo desenvolvimento do Lockheed Martin F-35 Lightning. A frota de aviões F-111 foi considerada como estando em risco devido à fatiga, e por já ser demasiado dispendioso operar a aeronave, que necessitava de 180 horas de manutenção por cada hora de voo. O Esquadrão N.º 1 cessou as operações com o F-111 em Janeiro de 2009, em preparação pela conversão do Super Hornet. As antigas tripulações de F-111, habituadas a prestar serviço em assentos lado a lado e com uma máquina aeronáutica de diferente composição, tiveram mais dificuldade durante o curso de conversão do que pilotos que já haviam pilotado caças McDonnell Douglas F/A-18 Hornet, que partilhava muitas características com este novo modelo. O Esquadrão N.º 1 foi re-equipado entre 26 de Março de 2010 e 21 de Outubro de 2011, tornando-se na primeira unidade da Austrália e na primeira unidade fora dos Estados Unidos a usar o Super Hornet. Tornou-se operacional com a sua nova aeronave no dia 8 de Dezembro de 2011. Esta aeronave multiuso permitiu ao Esquadrão N.º 1 reforçar o seu papel como avião de ataque, permitindo agora entrar em combate ar-ar se necessário. A RAAF adquiriu total capacidade operacional com o Super Hornet em Dezembro de 2012.
No dia 14 de Setembro de 2014, o governo federal comprometeu-se a enviar até oito aviões Super Hornet do Esquadrão N.º 1 para a Base aérea de Al Minhad, nos Emirados Árabes Unidos, como parte de uma coligação internacional contra as forças do Estado Islâmico no Iraque. As aeronaves do esquadrão realizaram a primeira missão no Iraque a 5 de Outubro, e o seu primeiro ataque quatro dias depois. De acordo com o Departamento de Defesa, no dia 20 de Dezembro de 2014 os Super Hornet já haviam realizado 180 missões, lançado 113 projecteis e destruído 36 alvos do Estado Islâmico, tendo danificado outros seis. Em Março de 2015, com quase 3000 horas de voo em mais de 400 missões, o destacamento foi substituído por seis F/A-18A do Esquadrão N.º 75. Um destacamento do Esquadrão N.º 1 foi novamente enviado para Al Minhad em Maio de 2017, substituindo os seis Hornet enviados anteriormente. Em Maio de 2013, o governo federal anunciou os planos para comprar 12 aviões Boeing EA-18G Growler para substituir a frota dos Super Hornet. O Esquadrão N.º 6 recebeu realizou o último voo com os Super Hornet no final de 2016 e recebeu as primeiras unidades do EA-18G em 2017, e os seus Super Hornet foram transferidos para o Esquadrão N.º 1, que actualmente opera todos os Super Hornet da RAAF.

## Futuro
Em Abril de 2014 o governo anunciou a compra de 58 aviões F-35, além dos 14 já encomendados, para o propósito único de substituir os 71 aviões Hornet do Esquadrão N.º 3, Esquadrão N.º 75 e do Esquadrão N.º 77, além da Unidade de Conversão Operacional N.º 2. Uma decisão do governo, sobre se comprar mais 28 F-35 ou não para ficarem na base de Amberley, irá depender de quanto mais tempo os Hornet ficarão a prestar serviço na RAAF. De acordo com a revista de aviação australiana Australian Aviation, o atraso do programa do F-35 aumentou a possibilidade de os Super Hornet do Esquadrão N.º 1 e N.º 6 continuarem a prestar serviço pela RAAF.